# Tomboló (Transformers)
Tomboló (angolul: Frenzy) egy kitalált álca szereplő a Transformers-univerzumában. Első megjelenése a Transformers G1 képregényben volt. Feltűnik még a Transformers c. filmben és a Transformers: A bukottak bosszúja c. filmben is.

## Története

### A Transformers film
Tomboló az egyik legkisebb Álca, mégis nagyon halálos. Nem beszél túl sokat, és sosem tétovázik, ha egy küldetést kell teljesítenie. Egy pillanat alatt átváltozik, így olyan mélyre tud ásni taktikai harci információkban, amilyen mélyre csak szeretne. Tomboló testfelépítése rengeteg alakváltási lehetőséget biztosít számára. Be tud épülni más, nagyobb robotok testébe is. Barikád közvetlen társa. Megatron tudja, hogy Tomboló mindig sikeresen teljesíti a küldetést. Tomboló CD-nek álcázott tárcsákat lő ki mellkasából, melyek bármilyen fémen áthatolnak.
Tomboló a film elején magnóvá alakul át, és észrevétlenül eloson minden ember mellett, majd teljesíti küldetését: betör az elnök különgépén található katonai számítógépbe. Később négy biztonsági őrt küldtek, hogy öljék meg, de Tomboló végzett velük. Ezután kiosont a már földet ért repülőből, majd az utcán beszállt Barikádba. Amikor Sam Witwicky azt hitte, hogy ellopták az autóját, egy rendőrtől kért segítséget, aki azonban Barikád volt. Üldözni kezdte Samet, ekkor Űrdongó is átalakult, és harcolni kezdtek. Tomboló kiugrott Barikád mellkasából és üldözni kezdte Samet. Mikaela a barátja segítségére sietett és lefejezte Tombolót, azonban ő még mindig nem halt meg. Megtalálta Mikaela mobiltelefonját, és felvette az alakját.
Ezután Tomboló életre keltette Megatront. Miután Megatron életre kelt, Tombolót megtámadták. Tárcsáival megpróbálta megölni ellenségeit, de nem sikerült. Az egyik tárcsája kettéhasította a fejét.

### A bukottak bosszúja film
A levágott fejét Simmons ügynök tartja magánál. A filmen látszólag nem él.